# Rio Feitosa
Rio Feitosa är ett periodiskt vattendrag i Brasilien.   Det ligger i delstaten Ceará, i den östra delen av landet, 1 500 km nordost om huvudstaden Brasília.
Omgivningarna runt Rio Feitosa är huvudsakligen savann. Runt Rio Feitosa är det glesbefolkat, med 9 invånare per kvadratkilometer.